# Песочница (безопасность)
Песочница — специально выделенная (изолированная) среда для безопасного исполнения компьютерных программ. Обычно представляет собой жёстко контролируемый набор ресурсов для исполнения гостевой программы — например, место на диске или в памяти. Доступ к сети, возможность сообщаться с главной операционной системой или считывать информацию с устройств ввода обычно либо частично эмулируют, либо сильно ограничивают. Песочницы представляют собой пример виртуализации.
Повышенная безопасность исполнения кода в песочнице зачастую связана с большой нагрузкой на систему — именно поэтому некоторые виды песочниц используют только для неотлаженного или подозрительного кода.

## Применение песочницы в настоящее время
Как правило, песочницы используют для запуска непроверенного кода из неизвестных источников, как средство проактивной защиты от вредоносного кода, а также для обнаружения и анализа вредоносных программ.
Также зачастую песочницы используются в процессе разработки программного обеспечения для запуска «сырого» кода, который может случайно повредить систему или испортить сложную конфигурацию. Такие «тестировочные» песочницы копируют основные элементы среды, для которой пишется код, и позволяют разработчикам быстро и безболезненно экспериментировать с неотлаженным кодом.
Другое часто используемое применение песочниц - тестирование процесса восстановления после катастроф, в том числе в режиме восстановления как сервиса.

## Примеры реализации
В связи с большим распространением вредоносных программ, а также применением вирусописателями специальных технологий (например, полиморфизм), классические сигнатурные сканеры уже не могут эффективно противостоять новым угрозам.
Многие разработчики антивирусного программного обеспечения используют в своих продуктах песочницу как средство проактивной защиты пользователей от ещё неизвестных угроз:
- Comodo Internet Security использует технологии Sandbox (песочница) для запуска подозрительных приложений. Начиная с версии CIS 6.0 также используется полноценная виртуальная среда «Virtual Kiosk».
- Лаборатория Касперского применяла в своих продуктах технологию «Безопасная среда», позволяющую запускать в песочнице подозрительные приложения. Начиная с версии KIS 2013 и CRYSTAL 2.0 Безопасный браузер, Безопасная среда и Безопасный рабочий стол недоступны.
- Компания avast! включила в некоторые пакеты антивирусной защиты «песочницу», в которой без угрозы для системы можно запускать потенциально нежелательные программы
- Panda Security предоставляет пользователям безопасный доступ в Интернет с помощью веб-браузера, запущенного в песочнице
- Компания SafenSoft, разработчик продуктов SafenSoft SysWatch, применяет технологию собственной разработки D.S.E. (Dynamic Sandbox Execution), позволяющую запускать подозрительные приложения или открывать любые подозрительные файлы в ограниченной среде выполнения.

Помимо разработчиков антивирусных программ, песочницами для обеспечения безопасности пользуются и другие компании:
- Google применяет технологию песочницы в своем фирменном браузере — Google Chrome
- В Adobe Flash Player и Adobe Reader компании Adobe также применяется песочница для снижения риска заражения компьютера вредоносными программами.
- PHP в модуле runkit[2]
- В Ядре операционной системы Mac OS X.[3]

Существуют и отдельные утилиты, обеспечивающие подобную функциональность: Sandboxie, Firejail.